# 両町 (岡崎市)
両町（りょうまち）は、愛知県岡崎市の町名。現行行政地名は両町1丁目から両町3丁目。

## 地理
岡崎市の西部に位置し、中心街の一角に相応する。町内に小字はもたない。

## 世帯数と人口
2019年（令和元年）5月1日現在の世帯数と人口は以下の通りである。
| 町丁 | 世帯数  | 人口  |
| ---- | ------- | ----- |
| 両町 | 207世帯 | 457人 |

### 人口の変遷
国勢調査による人口の推移
| 1995年（平成7年）  | 536人 | [ 5 ] |  |
| 2000年（平成12年） | 544人 | [ 6 ] |  |
| 2005年（平成17年） | 529人 | [ 7 ] |  |
| 2010年（平成22年） | 478人 | [ 8 ] |  |
| 2015年（平成27年） | 459人 | [ 9 ] |  |

## 小・中学校の学区
市立小・中学校に通う場合、学区は以下の通りとなる。
| 丁目      | 区域           | 小学校             | 中学校             |
| --------- | -------------- | ------------------ | ------------------ |
| 両町1丁目 | 全域           | 岡崎市立梅園小学校 | 岡崎市立甲山中学校 |
| 両町2丁目 | 市道伝馬線以北 | 岡崎市立梅園小学校 | 岡崎市立甲山中学校 |
| 両町2丁目 | 市道伝馬線以南 | 岡崎市立根石小学校 | 岡崎市立甲山中学校 |
| 両町3丁目 | 全域           | 岡崎市立根石小学校 | 岡崎市立甲山中学校 |

## 歴史
額田郡岡崎両町を前身とする。

### 町名の由来
当初道の北側のみに人家が並んでいたが、慶長12年の矢作川の洪水で被害を受けた八町村の住民が当地に移住し、両側に人家が並ぶようになったことによる。

### 沿革
- 1889年（明治22年）10月1日 - 町村制施行に伴い、岡崎横町・岡崎亀井町・岡崎久右衛門町・岡崎魚町・岡崎康生町・岡崎材木町・岡崎十王町・岡崎松本町・岡崎上肴町・岡崎伝馬町・岡崎田町・岡崎唐沢町・岡崎島町・岡崎投町・岡崎能見町・岡崎八幡町・岡崎板屋町・岡崎福寿町・岡崎門前町・岡崎祐金町・岡崎裏町・岡崎両町・岡崎連尺町・岡崎六地蔵町・岡崎籠田町・菅生村・中村・梅園村・八帖村・六供村が合併し、岡崎町大字両となる[12]。
- 1916年（大正5年）7月1日 - 市制施行に伴い、岡崎市大字両となる[13]。
- 1917年（大正6年）7月1日 - 両町に改称[13]。
- 1957年（昭和32年）11月15日 - 菅生町・中町の各一部を編入し1～3丁目を設置。一部が朝日町3～4丁目・西中町1～2丁目・伝馬通5丁目・若宮町1丁目・蓬萊町1丁目となる[13]。

## 交通
- 岡崎市道伝馬町線
  - 伝馬通り
- 都市計画道路岡崎環状線
  - 小呂通り

## 施設
- 岡崎市役所東駐車場
- 両町公民館
- 一般財団法人岡崎市公益協会
- 祐伝寺
- 天理教愛康分教会
- ファミリーマート岡崎両町店

## その他

### 日本郵便
- 郵便番号 : 444-0023[3]（集配局：岡崎郵便局[14]）。

## 参考資料
- 「角川日本地名大辞典」編纂委員会 編『角川日本地名大辞典 23 愛知県』角川書店、1989年3月8日。ISBN 4-04-001230-5。
- 有限会社平凡社地方資料センター 編『日本歴史地名大系 23 愛知県の地名』平凡社、1981年。ISBN 4-582-49023-9。
- 新編岡崎市史編さん委員会 編『新編岡崎市史 総集編 20』1993年。